# Серково (Октябрьское сельское поселение)
Серко́во — деревня в составе муниципального образования «Октябрьское сельское поселение» в Вязниковском районе Владимирской области России.

## География
Серково сливается в радиусе около 1 км с деревней Пивоварово, особенно, и с деревней Дудкино. Серково расположено около 20 километров по автодороге (юго-западнее) от Вязников, 10 километров от железнодорожной станции Сеньково на линии Ковров — Нижний Новгород. Есть от п. ст. Сеньково однополосная асфальтовая дорога советских времён через Серково до Большевысоково. От автостанции Вязники до деревни Большевысоково ходят рейсовые автобусы. По состоянию на август 2023 года - автобус по маршруту "Вязники-Большевысоково" совершает 3 рейса в будние дни и 4 рейса в выходные дни. Также от автостанции Вязники до посёлка Никологоры (через Серково) осуществляется 2 рейса в будние дни.

## История
Первое официальное упоминание деревни Серково исчисляется 1859 годом в справочнике «Владимирская Губерния. Список населенных мест по сведениям 1859 года» (однако есть более ранние упоминания о существовании деревни в картах, требующие подтверждения со стороны экспертов и краеведов). Согласно справочнику, деревня на тот момент входила в состав Вязниковского уезда, включала в себя 8 дворов с численностью населения 68 человек (27 мужчин и 41 женщин).
По данным списка населенных пунктов Владимирской губернии от 1907 года, деревня относилась к Нагуевской волости, Вязниковского уезда, Владимирской губернии и включала в себя на тот момент 10 дворов. Общая численность населения при этом составляла 58 человек (количество мужчин и женщин, проживавших в 1907 году в списке не упоминается).
В 1910 году открылась Серковская прядильно-ткацкая фабрика «Искра», входившее в состав второго льноправления и осуществлявшего производство мешков. В 1922—1923 году она была ликвидирована, производственное оборудование было перенесено. 

В 1935—1937 гг. было построено современное здание фабрики «Свет», находящееся в д. Серково. На основании Постановления Совета Министров РСФСР от 24.09.1960 г. № 1478 фабрика «Свет» д. Серково и артель им. Сталина д. Большевысоково переведены из системы промкооперации в Управление хлопчатобумажной и шелковой промышленности Владимирского Совнархоза. На основании Постановления Совета Министров РСФСР № 62 от 17.01.1962 г. артель имени Сталина была переименована в хлопчатобумажную ткацкую фабрику имени XXII съезда КПСС. В 1963 году на основании приказа Управления текстильной промышленности произошло объединение двух фабрик деревень Серково и Большевысоково в одну ткацкую фабрику «Свет». Численность работающих составляла свыше 1500 человек.
С 1929 года деревня входит в состав Больше-Высоковского сельсовета Вязниковского района, с 1935 по 1963 год Серково входило в состав Никологорского района, с 2005 года — деревня входит в состав Октябрьского сельского поселения.

## Население
| 1859 | 1905 | 1926 | 2002  | 2010 | 2021 |
| ---- | ---- | ---- | ----- | ---- | ---- |
| 192  | ↘165 | ↗197 | ↗1000 | ↘892 | ↘762 |

## Экономика
- Ткацкая отделочная фабрика «Свет» (закрыта в 2005-м году и на базе фабрики начало работу предприятие ООО «Авантекс»)
- Предприятие ООО «Авантекс», специализируется на производстве нетканых материалов для дорожного и промышленного строительства, синтепона
- Предприятие «Промватин-С» переработка ПЭТ отходов
- Детский сад «Светлячок»
- Серковская амбулатория
- Почтовые отделение связи (индекс — 601423)
- оперативная касса СБ № 93/0137 Сбербанк России (отделение Сберкассы закрыто в результате сокращения отделений по всей стране, но несмотря на закрытие отделения, в Серково раз в две недели приезжает выездной офис «Сбербанка»)

## Достопримечательности
Фабрика начала XX века ткацкого производства хлопчатобумажных махровых тканей для одежды и быта.
Озера. Грибные и ягодные места в лесах по дороге от Серково до Б.Высоково.

Памятник ВОВ в центре д. Серково